# Черешово (област Русе)
Вижте пояснителната страница за други значения на Черешово.
Черéшово е село в Североизточна България. То се намира в община Сливо поле, област Русе.

## География
Село Черешово се намира на 36 км югоизточно от град Русе в северния дял на Лудогорието, а административно влиза в състава на община Сливо поле. В селото добре е развито земеделието като преобладаващ отрасъл е растениевъдството – основно производството на зърнени култури. В района на селото има благоприятни условия за развитие на пчеларство, поради което има много потомствени пчелари.

## История
Селото е основано от балканджии-преселници от махали в Габровския Балкан, намиращи се около Кметовци, Габрово и Елена преди около 200 години.
на 16 декември 1945 в селото е основана ТКЗС „Димитър Генчев“.

## Културни и природни забележителности
В гористата местност Остър меч се намира Каца пещера. В дивечовъдното стопанство „Сеслав“ успешно се ловува благороден елен, сърна, дива свиня, вълк, чакал, лисица и дива котка.
Река Дунав отстои на около 20 км разстояние от селото. Реката е подходяща за риболов, отдих и туризъм.
Църквата в селото – св. Богородица е една от най-старите в региона, първата сграда е построена през 1865 г.
В селото има читалище и мемориална плоча на загиналите във войните.

## Редовни събития
Всяка година се провежда събор на християнския празник св. Богородица.
Дядов ден се празнува само и единствено в село Черешово – на 22.01. / след Бабин ден/. На този ден най-възрастният мъж в селото се провъзгласява за „Дядото“. Празнуващите го вземат от къщата му и с музика се отправят към селската чешма, където го къпят за здраве. След това се връщат на селския мегдан, тропват хорце и се отправят в залата за хапване, пийване и веселба. Девизът на „дядовците“ е „Сухо шише се суши на шосе“.

## Личности
Родени в Черешово
- Атанас Савчев, български революционер от ВМОРО, четник на Михаил Чаков[6]
- Димитър Генчев Илиев (с прякор „Голямото бате“) - интербригадист, активист на Българската комунистическа партия в периода между двете световни войни, участник в Испанската гражданска война (1936-1939), родом от с. Черешово. През 1964 г. в селото е официално открит негов паметник.[7]

Работили в Черешово
- Георги Милитеров - учител в селото през 1928 г.[8]